# Ковалевський Микола Миколайович (кадет)
Микола Миколайович Ковалевський (1858, Харківська губернія — після 1934) — земський діяч, депутат Державної думи І скликання від Харківської губернії.

## Біографія
Дворянин Харківської губернії. Землевласник Лебединського повіту Харківської губернії. Закінчив Харківський університет. Губернський земський голосний, учасник земського руху, лідер місцевої ліберальної опозиції. Голова місцевого сільськогосподарського товариства. Автор проекту про асигнування 200 тисяч рублів на розвиток народної освіти у губернії. Член «Союзу визволення» та «Союзу земців-конституціоналістів». Головноуповноважений земської організації під час російсько-японської війни 1904—1905 у Маньчжурії.
26 березня 1906 р. обраний до Державної думи I скликання від з'їзду землевласників. Входив до Конституційно-демократичної фракції. Член аграрної та бюджетної комісії та комісії з питань громадянської рівності. Підписав законопроект "Про громадянську рівність". 6 червня 1906 року брав участь у депутації до імператора Миколи II в Царському Селі.

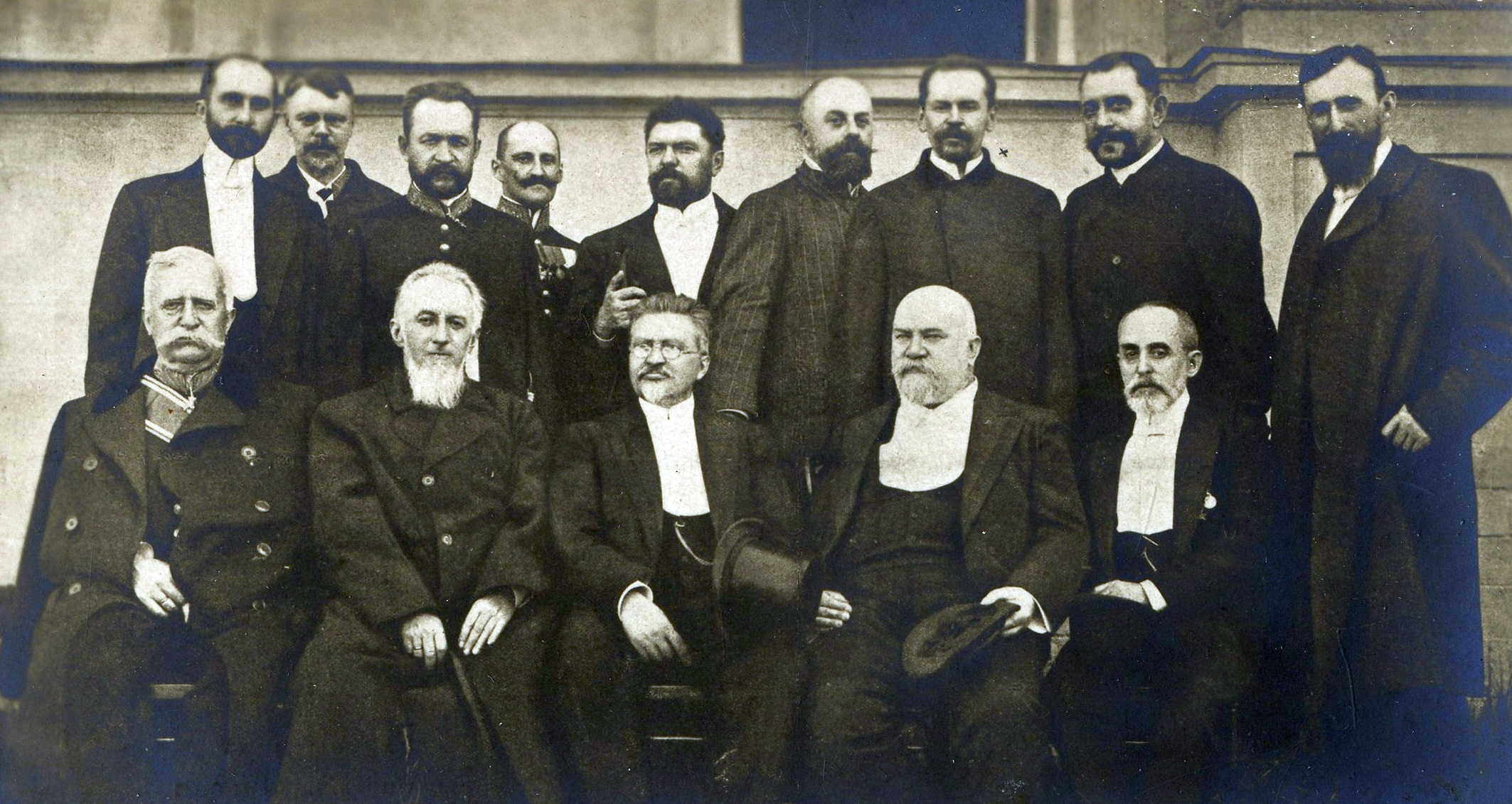
Земські та міські діячі, які подали імператору клопотання про народне представництво. Петергоф, 6 червня 1905 року. Стоять: М.М. Львов, Ф.І. Родичев, Г. Є. Львов, Ф.О. Головін, М.М. Ковалевський, П.Д. Долгоруков, С.М. Трубецькой, Ю.О. Новосільцев, Д.І. Шаховськой ; сидять: П.Л. Корф, П.О. Гейден, І. І. Петрункевич, М.П. Федоров, О.М. Нікітін.

10 липня 1906 року у м. Виборзі підписав «Виборзьку відозву», після чого його було засуджено за ст. 129, ч. 1, п. п. 51 і 3 Кримінального Уложення, засуджений до 3 місяців в'язниці та позбавлений права балотуватися на будь-які виборні посади.
Брав участь у роботі кадетської фракції у Другій Державній Думі. Зокрема, разом із О.Я. Пергаментом запропонував більш широке, ніж у Мілюкова, формулювання про ставлення кадетів до революційного терору. У 1907-1918 служив у Всеросійському земському союзі.
3 жовтня 1917 обраний членом Тимчасової ради Російської республіки (Предпарламенту). Виїхав на Україну, у травні 1918 р. товариш голови Делегатського з'їзду Конституційно-демократичної партії в Україні. Член Всеросійського національного центру входив до комісії з розробки земельної реформи. У 1917-1918 — голова Харківського губернського земського зібрання та Харківської міської думи . За іншими відомостями обрано головою міської думи у листопаді 1919 року, незадовго до залишення Харкова Добровольчою армією.

### За радянських часів
У 1921-1922 — завідувач радгоспом поблизу Сухумі. У 1927-1934 служив у різних установах у Дагестані на посадах плановика та економіста . Подальша доля невідома.

### Зустріч із В.І. Вернадським у 1934 р.
26 листопада 1934 в Ленінграді зустрічався з  В.І. Вернадським, про що в щоденнику вченого є докладний запис:
<…> Вранці М.М. Ковалевський з листом та брошурою Дм[итра] Івановича Ковалевського; не бачив після революції. Старі земські зв'язки. Не можу згадати, які ще колишні особисті зв'язки? Через С.В. Ковалевську у зв'язку із закордонними зв'язками молодості? Бувала у нас у Москві. Як все забувається. 

Старий 75 років, бадьорий, зараз у трагічному становищі. Служив економістом у Петровську (Махачкала). Раптом установа його розкасована (у циклі установ, розкасованих у зв'язку з падінням значення М.І.Вавілова). Відмовили йому у пенсії і тепер він опинився у положенні вигнанця! Шукає місця, боїться, що не приймуть, хоча за паспортом йому 65 років. Голодна смерть загрожує. Перед революцією — він людина багата — базувався на вільне, незалежне від служби життя — садівництво в Сухумі та земська робота. Харківський земець. Хоче в Мурманськ, Хібіни. Один син його, чув, був років зо два-три тому розстріляний серед колишніх офіцерів тут, у Ленінграді: таких випадків було багато. Прийшли, заарештували і пристрелили скоріше (чим) розстріляли.

М.М. (Ковалевський) каже, що з ненависника більшовиків дійшов висновку, що це єдина сила, яка може зберегти Росію. Село — кріпацтво, забита вся ініціатива; населення тероризоване. Особливо – Україна. Дивиться зі страхом на війну. Думає, що буде. Перший натиск Червона армія витримає, але коли доведеться новий набір: селянство. Ненадійна та ненависть. Думає, що можливе зіткнення, так як Японія і Німеччина знають, що час за нас....

## Родина
- Син — Володимир Миколайович Ковалевський (1889, Харків — 1930, Москва); з вищою освітою; за радянських часів — безпартійний; одружений з Любовою Олександрівною Ковалевською (уродженою Міловановою, 1897—1978), у них дочка Олександра (1923—2009). Проживав у Москві, Б. Левшинський пров., 19/12-7. Заарештовано 31 жовтня 1930 р., на момент арешту «без певних занять». Засуджений Колегією ОГПУ 3 грудня 1930 р. за звинуваченням у «контр-революційній пропаганді та активній боротьбі проти робітничого класу». Розстріляно 6 грудня 1930 р. Місце поховання — Москва, Ваганьківський цвинтар. Реабілітований у січні 1989 р. на підставі ст. 1 УПВС [7] .